# Džalál ad-Dín as-Sujútí
Džalál ad-Dín as-Sujútí nebo celým jménem Abú al-Fadl Abd ar-Rahmán ibn Abí Bakr Džalál ad-Dín as-Sujútí (1445, Káhira – 17. října 1505 tamtéž) byl arabský spisovatel, vědec a teolog. Nejplodnější arabský autor.[zdroj?] Byl známý i jako Ibn al-Kutub – Syn knih.
Filozofickými názory se řadí do arabské filozofie století temna. Nedostatek originality, typický pro toto období, vyvažuje Sujútího bohatá faktografická dokumentace a pečlivá klasifikace shromážděných faktů. Studoval i právo a historii Islámu.

## Dílo
Napsal přes 500 děl, od krátkých pojednání po encyklopedické traktáty. Je spoluautorem komentářů ke Koránu s názvem Tafsír al-Džalálaín (Komentář dvou Džalálem), jehož první část napsal Džaláladdín al-Mahall.